# Betty Grable
Elizabeth Ruth Grable, anomenada Betty Grable (St. Louis, Missouri, 18 de desembre de 1916 − Santa Monica, Califòrnia, 2 juliol de 1973) va ser una actriu, ballarina, cantant i pin-up estatunidenca, la seva sensacional foto en banyador es va convertir en la més popular per als soldats americans de la Segona Guerra Mundial. És més coneguda per a les seves fabuloses cames generosament exposades en les seves comèdies musicals de la 20th Century Fox que les havia assegurat per a un milió de dòlars cadascuna.

## Biografia

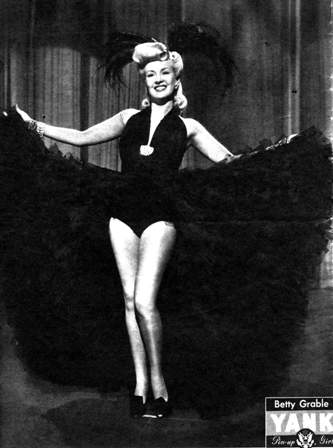
Betty Grable el 1943

Betty Grable va néixer a St. Louis (Missouri), de John Conn Grable i de Lilian Rose Hoffman. Els seus avantpassats més recents eren americans, però el seu heretatge genealògic fa aparèixer soques holandeses, irlandeses, alemanyes i angleses. La seva mare, que desitjava vivament fer una estrella d'una de les seves filles, la va animar en la carrera d'artista. Obté el seu primer paper de corista a la pel·lícula Happy Days el 1929 als 13 anys, cosa que era il·legal per interpretar, però com totes les noies anaven maquillades, era impossible dir quina edat tenia.
Per a la seva pel·lícula següent la seva mare va intentar aconseguir-li un contracte utilitzant una falsa identitat, però quan es va descobrir, Grable va ser despatxada. Va obtenir finalment un paper de Goldwyn Girl a Whoopee! (1930) l'estrella de la qual era Eddie Cantor. Va fer llavors de figurant per a diferents estudis, fins al final del decenni, entre altres a L'alegre divorciada (1934) amb Fred Astaire i Ginger Rogers.
El 1937, es casa amb Jackie Coogan, un actor famós per al seu paper de nen a The Kid de Charlie Chaplin. Però Coogan estava sotmès a un estrès molt important, per un procés que l'enfrontava als seus pares en relació amb els seus guanys durant la seva infantesa, i la parella es va divorciar el 1940. En aquesta època - després de cinquanta papers menors en pel·lícules hollywoodienques dels anys 1930, Grable va obtenir finalment la consagració gràcies al seu paper a Broadway en l'obra d'èxit de Cole Porter: La Du Barry era una senyora (1939).
L'any del seu divorci de Coogan, obté un contracte amb la 20th Century Fox i es converteix en l'estrella de la companyia per a tot el decenni, amb sumptuoses pel·lícules en Technicolor com Down Argentina Way (1940), Moon over Miami (1941), (totes dues amb Don Ameche), Springtime in the Rockies  (1942), Coney Island  (1943) amb George Montgomery,  Sweet Rosie O'Grady , amb Robert Young (1943), Pin Up Girl (1944), Diamond Horseshoe (1945) amb Dick Haymes, The Dolly Sisters  (1945) amb John Payne i June Haver i la seva pel·lícula més popular Mother Wore Tights  (1947) amb la seva parella favorita Dan Dailey.
Durant el seu regnat de campiona del box-office va posar el 1943 per a la famosa foto de pin-up, que s'havia de convertir en el seu símbol, i que va aportar aviat somni i evasió als soldats americans que combatien a ultramar durant la Segona Guerra Mundial. Malgrat la sòlida competència de Rita Hayworth, Dorothy Lamour, Veronica Lake i Lana Turner, Grable es va convertir sense discussió en el pin-up número u per als soldats americans. Era també al Max de la seva popularitat al seu país, col·locant una de les seves pel·lícules en la llista dels deu principals èxits de l'any durant deu anys. Al final dels anys 1940, era l'estrella femenina la més ben pagada de Hollywood.
Es pot destacar entre d'altres algunes de les seves pel·lícules de postguerra That Lady in Ermine (1948) amb Douglas Fairbanks Jr., When My Baby Smiles at Me (1948), de nou amb Dan Dailey com a comparny, Wabash Avenue (1950) amb Victor Mature, remake de L'Illa dels plaers anteriorment citada, My Blue Heaven (1950) i Meet Me After the Show (1951). El cap de l'estudi Darryl F. Zanuck feia treballar la seva estrella número 1 en costoses pel·lícules en tecnicolor i la mantenia constantment en activitat (Grable va rodar prop de vint-i-cinc comèdies o pel·lícules musicals en tretze anys). El seu últim gran èxit per a la Fox va ser How to Marry a Millionaire amb Marilyn Monroe i Lauren Bacall.
Va morir d'un càncer de pulmó el 2 de juliol de 1973 a Santa Monica (Califòrnia).

## Filmografia

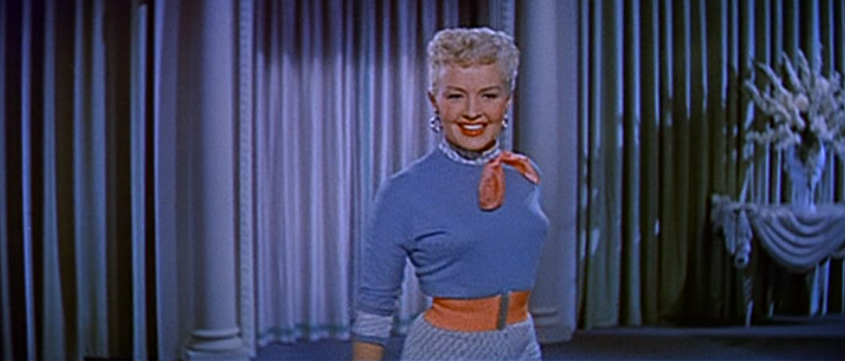
How to Marry a Millionaire (1953)

- 1929: Happy Days, de Benjamin Stoloff: Ballarina
- 1930: Let's Go Places, de Frank R. Strayer: Chorine (No surt als crèdits)
- 1930: Whoopee!, de Thornton Freeland: Goldwyn Girl (No surt als crèdits)
- 1931: Kiki de Sam Taylor: Goldwyn Girl (No surt als crèdits)
- 1931: Palmy Days, d'A. Edward Sutherland: Goldwyn Girl (No surt als crèdits)
- 1932: Probation, de Richard Thorpe: Ruth Jarrett
- 1932: Hold 'Em Jail, de Norman Taurog: Barbara Jones
- 1933: Cavalcade, de Frank Lloyd: Una noia
- 1933: Child of Manhattan, d'Edward Buzzell: Lucy McGonegle
- 1933: What Price Innocence?, d'Edward Buzzell: Beverly Bennett
- 1934: L'alegre divorciada (The Gay Divorcee), de Mark Sandrich: Una ballarina
- 1934: By Your Leave, de Lloyd Corrigan: Frances Gretchell
- 1935: The Nitwits, de Lloyd Corrigan: Mary Roberts
- 1935: Old Man Rhythm, d'Edward Ludwig: Syvia
- 1936: Collegiate, de Ralph Murphy: Dorothy
- 1936: Seguim la flota (Follow the Fleet), de Mark Sandrich: Una cantant
- 1936: Don't Turn 'em Loose, de Benjamin Stoloff: Mildred Webster
- 1937: Pigskin Parade, de David Butler: Laura Watson
- 1937: This Way Please, de Robert Florey: Jane Morrow
- 1937: Thrill of a Lifetime, de George Archainbaud: Gwen
- 1938: College Swing, de Raoul Walsh: Betty
- 1938: Give Me a Sailor, d'Elliott Nugent: Nancy Larkin
- 1939: Campus Confessions, de George Archainbaud: Joyce Gilmore
- 1939: Man about Town, de Mark Sandrich: Susan Hayes
- 1939: Million Dollar Legs, de Nick Grinde: Carol Parker
- 1939: The Day the Bookies Wept, de Leslie Goodwins: Ina Firpo
- 1940: Down Argentine Way, de Irving Cummings: Glenda Crawford
- 1940: Tin Pan Alley, de Walter Lang: Lily Blane
- 1941: Moon over Miami, de Walter Lang: Miss Adams
- 1941: A Yank in the R.A.F., de Henry King: Carol Brown
- 1941: I Wake up Screaming, de H. Bruce Humberstone: Jill Lynn
- 1942: Song of the Islands, de Walter Lang: Eileen O'Brien
- 1942: Footlight Serenade, de Gregory Ratoff: Pat Lambert
- 1942: Springtime in the Rockies, de Irving Cummings: Vicky Lane
- 1943: Coney Island, de Walter Lang: Kate Farley
- 1943: Sweet Rosie O'Grady, de Irving Cummings: Madeleine Marlowe/Rosie O'Grady
- 1944: Pin Up Girl, de H. Bruce Humberstone: Lorry Jones
- 1945: Diamond Horseshoe, de Irving Cummings: Bonnie Collins
- 1945: The Dolly Sisters, de Irving Cummings: Yansci 'Jenny' Dolly
- 1946: Do you love me ? de Gregory Ratoff: (No surt als crèdits)
- 1947: The Shocking Miss Pilgrim, de George Seaton: Cynthia Pilgrim
- 1947: Mother Wore Tights, de Walter Lang: Myrtle McKinley Burt
- 1948: That Lady in Ermine, d'Ernst Lubitsch i Otto Preminger: Francesca/Angelina
- 1948: When My Baby Smiles at Me de Walter Lang: Bonny Kane
- 1949: The Beautiful Blonde from Bashful Bend, de Preston Sturges: Francesca/Angelina
- 1950: Wabash Avenue, de Henry Koster: Ruby Summers
- 1950: My Blue Heaven, de Henry Koster: Kitty Moran
- 1951: Call Me Mister, de Lloyd Bacon: Kay Hudson
- 1951: Meet Me After the Show, de Richard Sale: Delilah Lee
- 1953: The Farmer takes a wife, de Henry Levin: Molly Larkin
- 1953: How to Marry a Millionaire, de Jean Negulesco: Loco Dempsey
- 1955: Three for the Show de H. C. Potter: Julie Lowndes
- 1955: How to be very, very popular, de Nunnally Johnson: Stormy Tornado